# Kenneth Geddes Wilson
Pour les articles homonymes, voir Kenneth Wilson (homonymie) et Wilson.
Kenneth Geddes Wilson (né le 8 juin 1936 à Waltham (Massachusetts) et mort le 15 juin 2013 ) est un physicien américain. Il est lauréat du prix Nobel de physique de 1982.

## Biographie
Wilson soutient son doctorat en 1961 sous la direction de Murray Gell-Mann au Caltech. En 1963 il rejoint le département de physique de l'université Cornell où il devient professeur en 1970, et en 1974 il prend la chaire James A. Weeks. Il gagne la médaille Boltzmann en 1975, le prix Wolf en 1980 avec Michael Fisher et Leo Kadanoff.
En 1982, il reçoit le prix Nobel de physique « pour sa théorie des phénomènes critiques en connexion avec les transitions de phase
 ». Le travail de Wilson porte sur le groupe de renormalisation où il fait d'importantes contributions.
En 1985, il est nommé directeur du centre de calcul de l'université Cornell, un des cinq centres de calcul créé par la Fondation nationale pour la science. Depuis 1988 Wilson travaille à l'université d'État de l'Ohio.

## Distinctions et récompenses
- Prix Dannie Heineman de physique, 1973
- Médaille Boltzmann, 1975
- Prix Wolf, 1980
- Médaille Franklin, 1982
- Prix Nobel de physique, 1982
- Médaille Eringen, 1984
- Prix Aneesur Rahman, 1993